# Niedrige Schwarzwurzel
Die Niedrige Schwarzwurzel (Scorzonera humilis) ist ein in Mitteleuropa sehr zerstreut bis selten vorkommender Angehöriger der Familie der Korbblütler (Asteraceae).

## Beschreibung

### Vegetative Merkmale
Die ausdauernde krautige Pflanze erreicht Wuchshöhen zwischen 10 und 40 (bis 120) Zentimeter. Sie besitzt eine schwarze, manchmal mehrköpfige Wurzel. Der anfangs weißwollige, später kahle, einfache oder wenigästige Stängel ist aufrecht oder aufsteigend, mehr oder weniger laubblattlos (oder nur ein- bis dreiblättrig) und besitzt am Grunde keinen Faserschopf. Die Grundblätter sind meist breit lanzettlich geformt, grasgrün und ganzrandig. Sie sind in einen etwa gleich langen Stiel zusammengezogen (ähnlich denen des Spitz-Wegerichs (Plantago lanceolata)). In der Jugend sind sie wollig behaart, später verkahlen sie dann.

### Generative Merkmale
Die Niedrige Schwarzwurzel blüht vorwiegend in den Monaten Mai und Juni. Die Zungenblüten sind gelb, sehr selten auch weißlich-gelb, doppelt so lang wie die Hülle und besitzen stumpfe, meist hautrandige, auf der Unterseite wollig-filzige Hüllblätter. Auch die Körbchenstiele sind in der Regel wollig-filzig behaart. Die Hülle ist walzlich-glockig und 20 bis 25 Millimeter lang. Die äußeren Hüllblätter sind eiförmig, die inneren länglich-lanzettlich. Die Achänen sind 7 bis 9 Millimeter lang und längs gerieft. Der schmutzig weiße Pappus der Frucht ist deutlich länger als die Frucht selbst, deren Rippen glatt sind.
Die Chromosomenzahl beträgt 2n = 14.

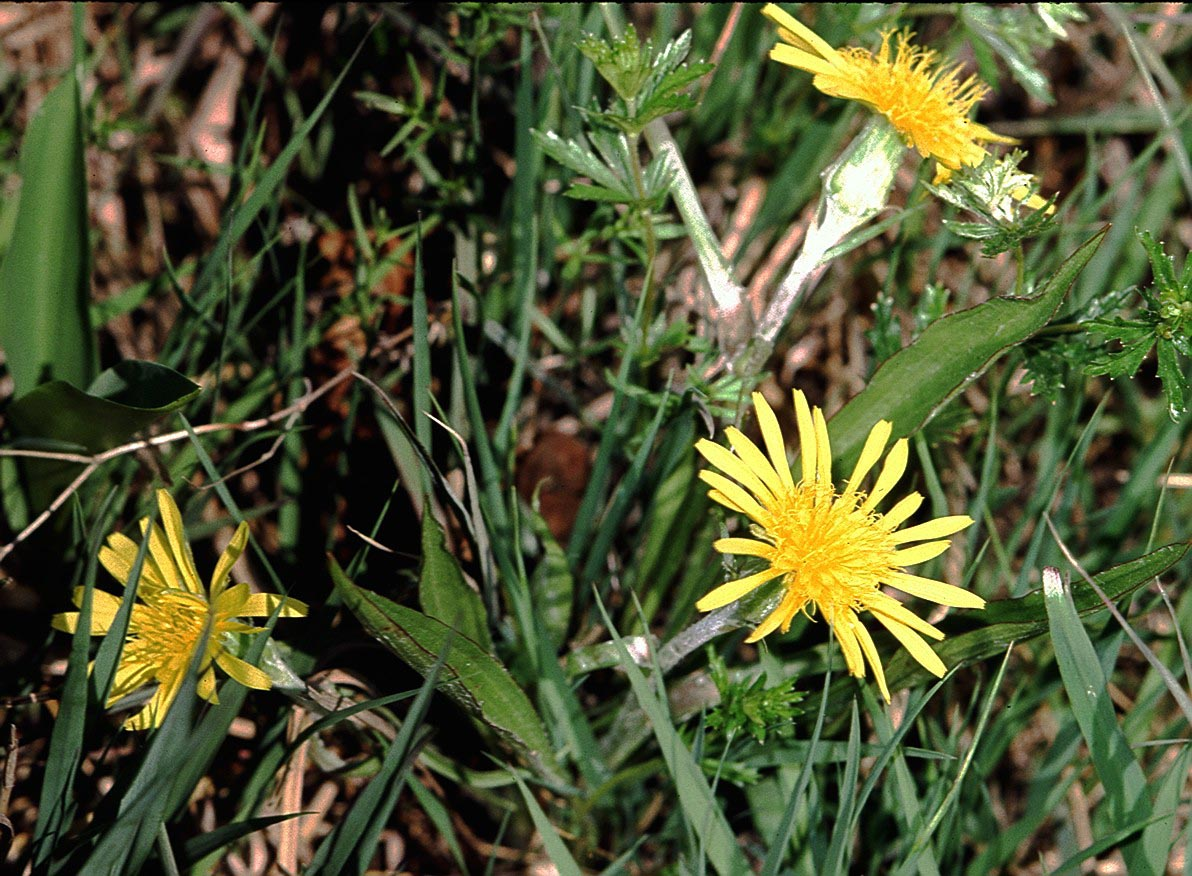
Niedrige Schwarzwurzel (Scorzonera humilis)

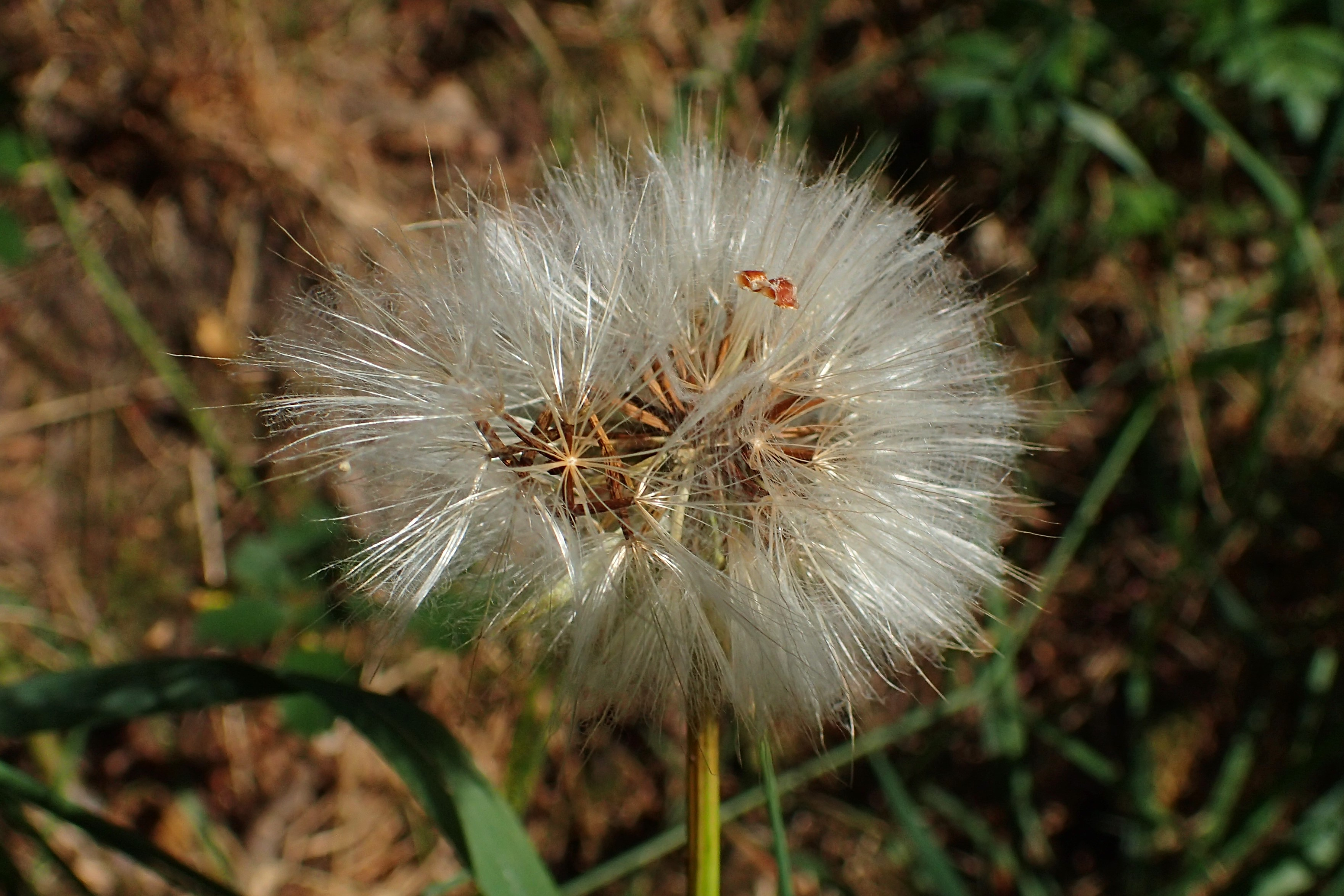
Fruchtstand

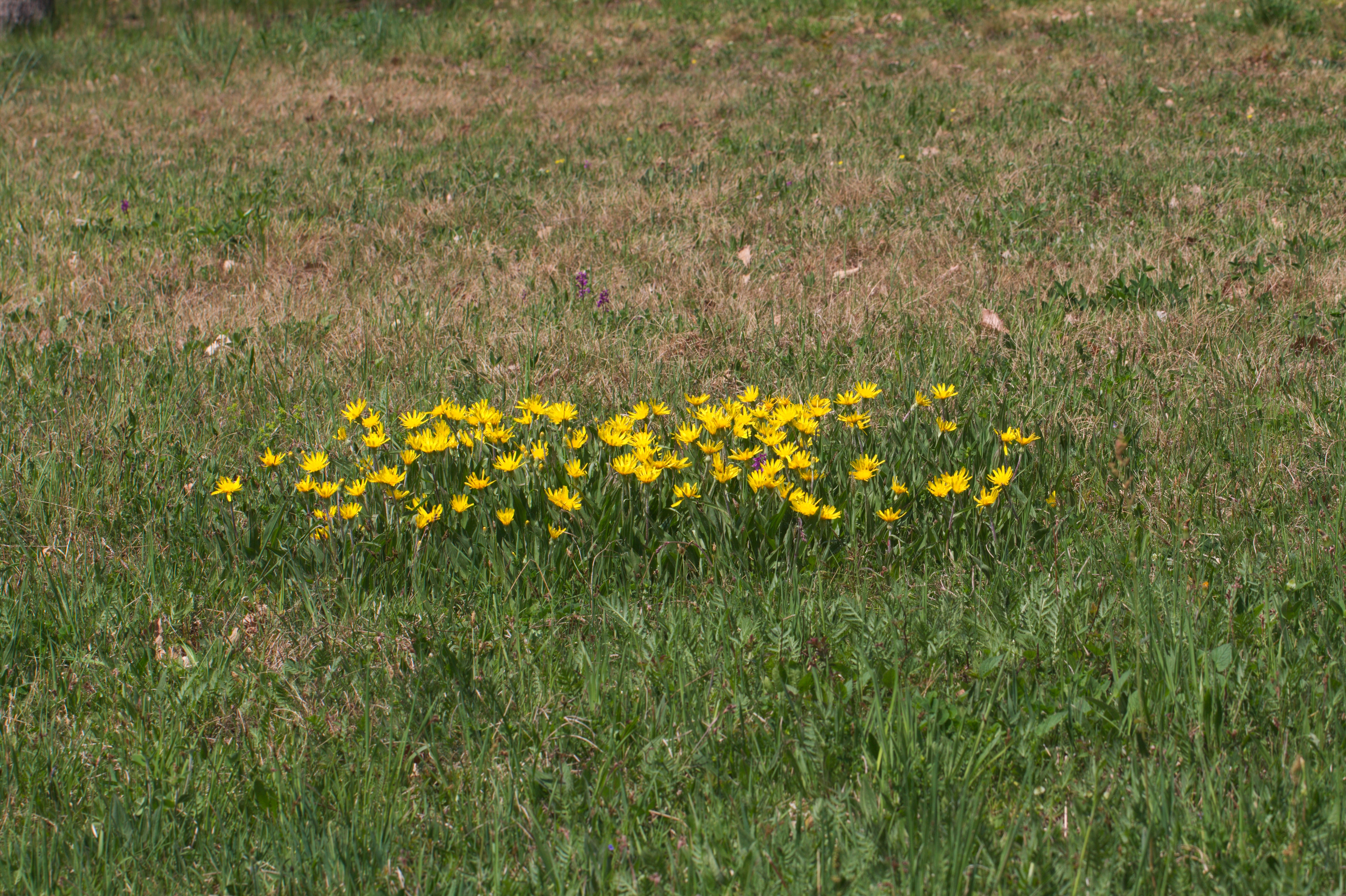
Population der Niedrigen Schwarzwurzel – vermutlich ein Klon

## Vorkommen
Scorzonera humilis kommt vom nördlichen Frankreich über Skandinavien bis ins südliche Europa vor. Östlich dringt die Art bis nach Russland vor. In Deutschland gilt die Niedrige Schwarzwurzel als gefährdete Art und ist zerstreut bis selten zu finden. Nur in Bayern kommt sie gebietsweise häufiger vor. In Österreich ist Scorzonera humilis ebenfalls als gefährdet, gebietsweise sogar als stark gefährdet eingestuft und zerstreut zu finden. In der Schweiz kommt die Art selten, vor allem in den östlichen Gebieten vor.
Die Niedrige Schwarzwurzel wächst in Ginster-Sandheiden, in Moorwiesen und Quellfluren. Sie bevorzugt mehr oder weniger feuchte, nährstoffarme, kalkfreie oder oberflächlich entkalkte, saure, sandige oder torfige Böden. Sie ist ein Tonzeiger und ein Wechselfeuchtezeiger. Sie ist in Mitteleuropa eine Charakterart der Ordnung Molinietalia, kommt aber auch in wechseltrockenen Gesellschaften der Ordnung Nardetalia oder Arrhenatheretalia, auch in Gesellschaften der Klasse Scheuchzerio-Caricetea oder der Verbände Juncion acutiflori oder im Osten des Verbands Cytiso-Pinion vor.
Die Niedrige Schwarzwurzel steigt im Schwarzwald an der Ostseite des Feldbergs bis zu 1380 m Meereshöhe auf. In den Allgäuer Alpen steigt sie am Westfuß des Imberger Horns bei Sonthofen in Bayern bis zu 1300 m Meereshöhe auf. In Tirol erreicht sie sogar 1700 Meter.
Die ökologischen Zeigerwerte nach Landolt et al. 2010 sind in der Schweiz: Feuchtezahl F = 3+w+ (feucht aber stark wechselnd), Lichtzahl L = 3 (halbschattig), Reaktionszahl R = 4 (neutral bis basisch), Temperaturzahl T = 3+ (unter-montan und ober-kollin), Nährstoffzahl N = 2 (nährstoffarm), Kontinentalitätszahl K = 4 (subkontinental).

## Ökologie
Die Niedrige Schwarzwurzel wurzelt bis 40 cm tief.
Blütenbesucher sind Bienen.
Als schmarotzende Pilze wurden Cystopus tragopogonis, Erysibe cichoriacearum, Puccinia scorzonerae und Ustilago scorzonerae beobachtet.